# Tchantchès

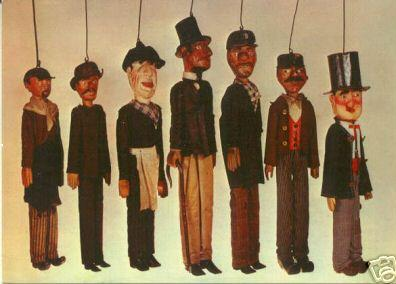
Marionetki przedstawiające Tchantchès z Muzeum Życia Walońskiego w Liège

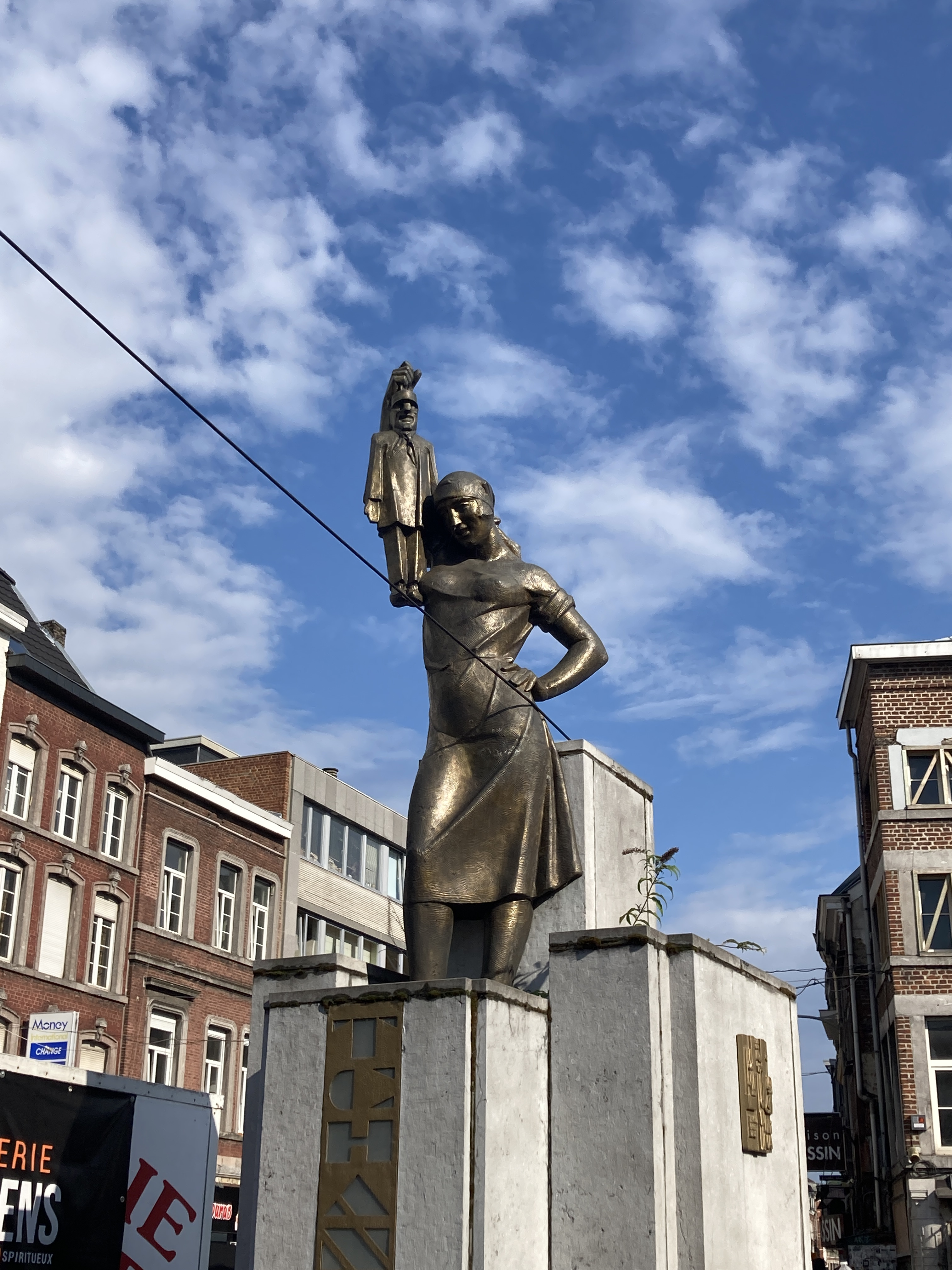
Pomnik Tchantchès w Liège

Tchantchès – belgijski bohater ludowy przedstawiany w ludowym teatrze lalkowym. Przypisuje się mu odwagę i poświęcenie sprawom Walonii.

## Historia
Nazwa Tchantchès ma wywodzić się od przekręconego imienia Franciszka.
Moda na tę postać pochodzi z lat 1885-1900, kiedy pojawiła się w walońskim folklorze.

## Znaczenie
Marionetki Tchantchès zgromadzone są w Musée Tchantchès w Liège. W tym mieście w 1936 r. odsłonięto pomnik przedstawiający tę postać.